# سرزنگوله

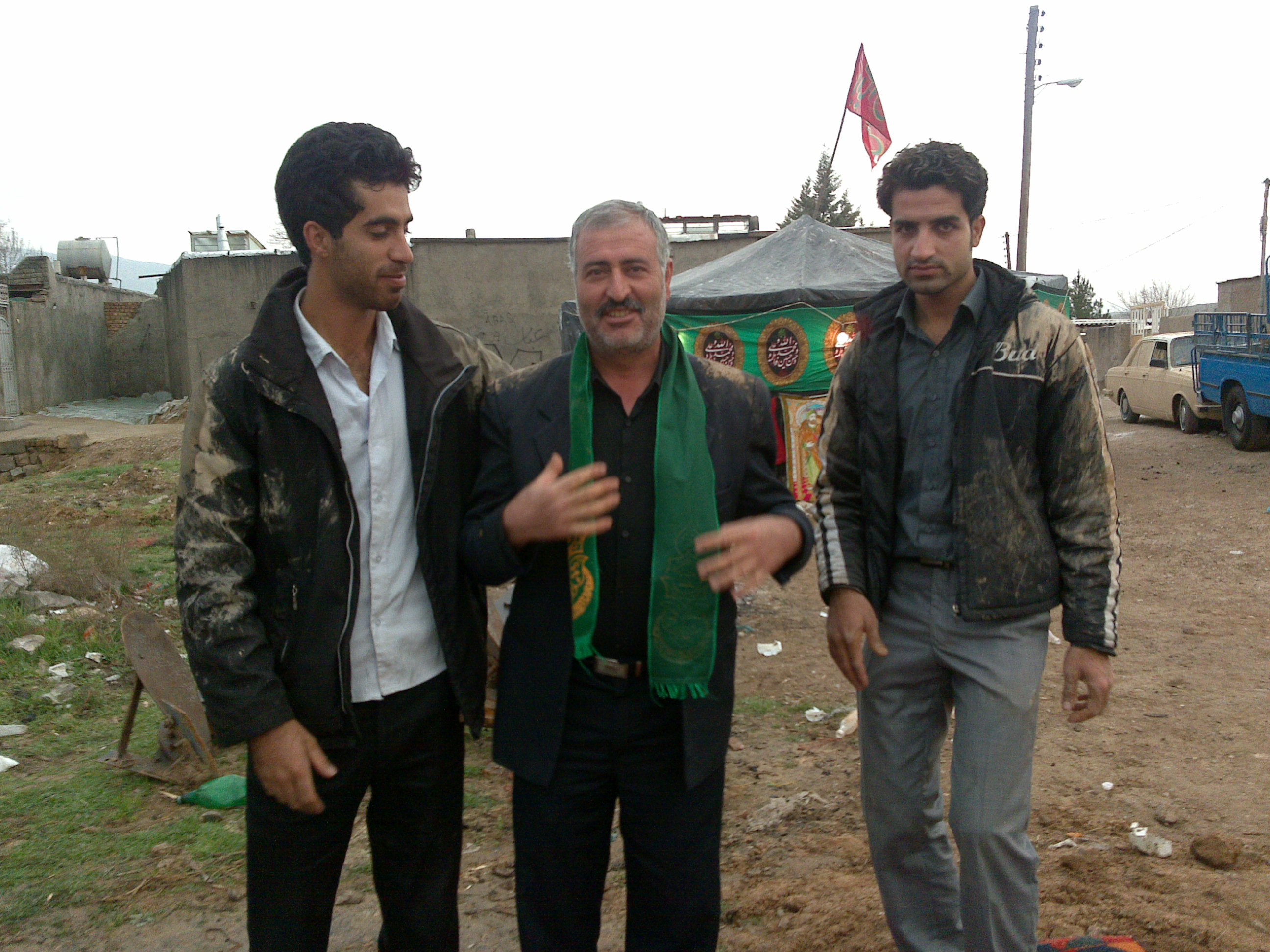
صفر قلی امیری روستای سرزنگله

سرزنگله روستایی از توابع بخش مرکزی شهرستان خرم‌آباد در استان لرستان ایران است. این روستا در کیلومتر ۳ جاده خرم‌آباد - کوهدشت و در پایین شهرک باباعباس (شهرک شهید بهشتی) واقع شده‌است. دلیل نامگذاری روستا به این اسم به خاطر وجود یک آسیاب آبی قدیمی واقع در پایین روستا بوده‌است که یک زنگله بر آن آویزان بوده‌است. نام‌های دیگر این روستا «سر آسیاب» و «قلا هاری» می‌باشد.
راه‌های ارتباطی در شمال روستا به جاده خرم‌آباد- کوهدشت و در جنوب روستا به جاده خرم آیاد - پلدختر ختم می‌شود.

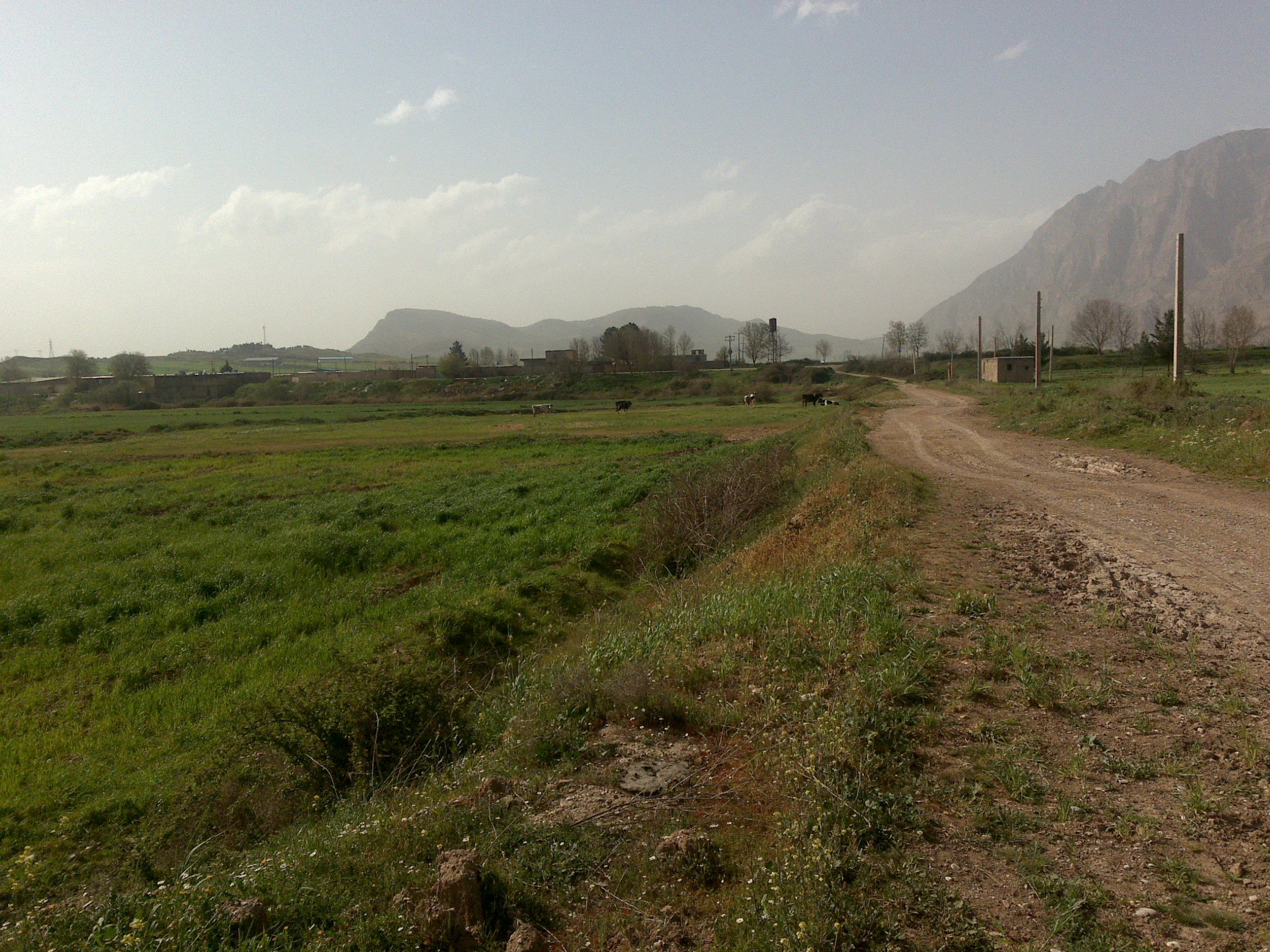
نمایی از روستای سرزنگوله

## جمعیت
براساس سرشماری مرکز آمار ایران در سال ۱۳۸۵، جمعیت آن ۱۱۵ نفر (۲۳خانوار) بوده‌است.

## منابع

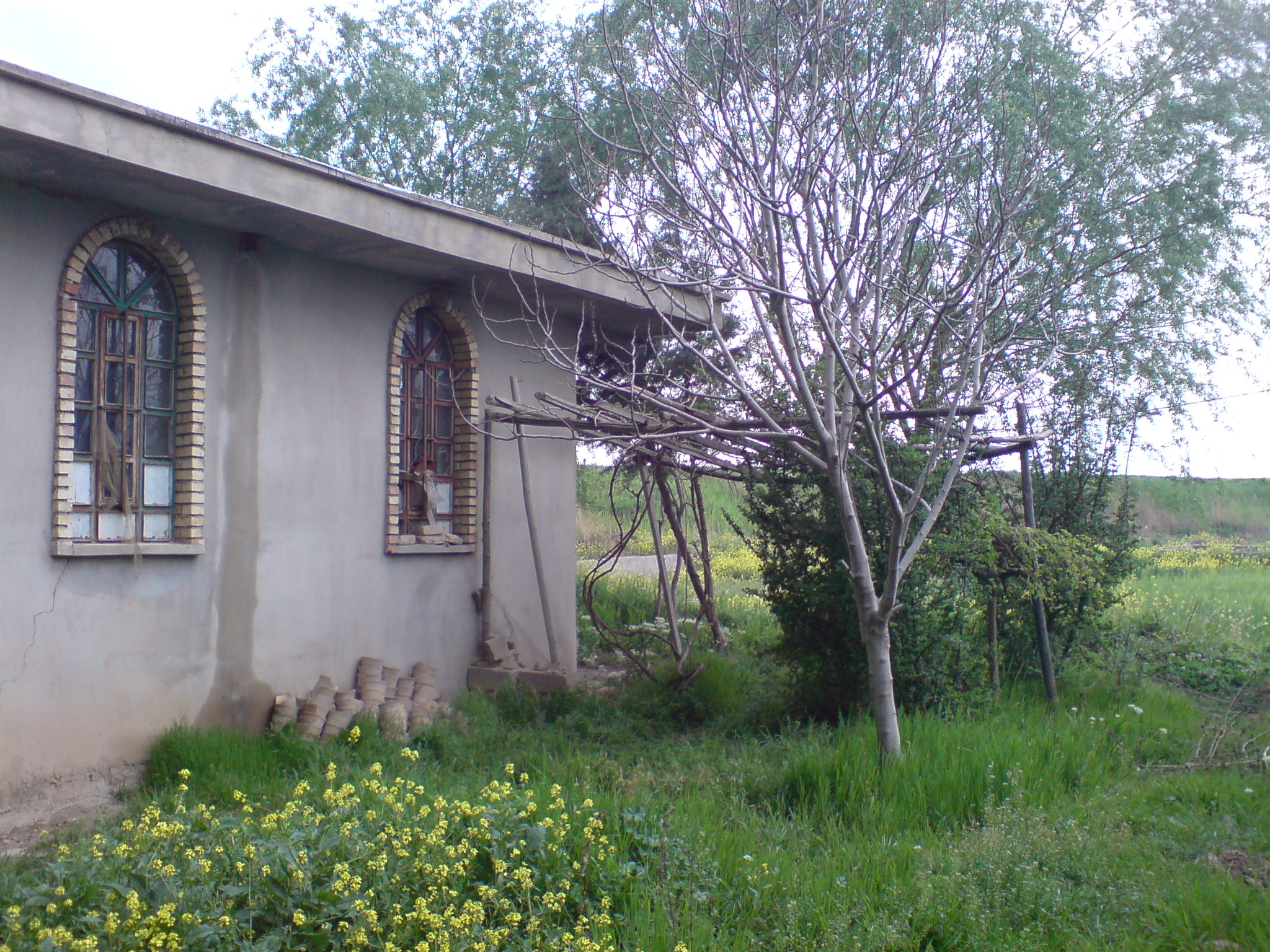
منزل ویلایی در روستای سرزنگله